# State Supreme Court

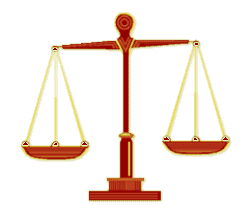
Die Waage (Symbol für den Maßstab der Gerechtigkeit)

Das State Supreme Court ist das oberste Gericht in den einzelnen Bundesstaaten der Vereinigten Staaten von Amerika. Es handelt sich um die höchste gerichtliche Instanz auf Ebene des Bundesstaats und ist für die Auslegung und Anwendung des jeweiligen Rechts des Einzelstaates zuständig.

## Aufgaben
Die Hauptaufgabe des State Supreme Court besteht darin, als letzte Instanz in Rechtsstreitigkeiten zu fungieren und Rechtsfragen zu klären, die das jeweilige Recht des Staates betreffen. Dabei können die Zuständigkeiten je nach Bundesstaat variieren, aber in der Regel umfassen sie:
- Berufungsfälle: Der State Supreme Court ist für die Überprüfung von Berufungsfällen zuständig, die von den unteren Gerichten angefochten werden. Er prüft, ob Rechtsfehler begangen wurden oder ob das Urteil fehlerhaft ist.
- Verfassungsfragen: Der State Supreme Court entscheidet über Verfassungsfragen auf Ebene des Bundesstaats und sorgt für die Einhaltung der Staatsverfassung.
- Rechtsprechung: Der State Supreme Court entwickelt Rechtsprechung, die für den gesamten Bundesstaat bindend ist. Diese Präzedenzfälle beeinflussen die Auslegung und Anwendung des Rechts des jeweiligen Bundesstaats.
- Ethik und Disziplin: In einigen Bundesstaaten ist der State Supreme Court auch für die Überwachung der Anwaltschaft und die Bestrafung von Anwälten bei Verstößen gegen die Berufsethik zuständig.

## Zusammensetzung
Die Zusammensetzung und Organisation der State Supreme Courts variieren von Bundesstaat zu Bundesstaat. In der Regel bestehen sie jedoch aus einer bestimmten Anzahl von Richtern, die entweder gewählt oder ernannt werden. Die Amtszeiten der Richter können unterschiedlich lang sein.
Die genaue Anzahl der Richter in einem State Supreme Court kann je nach Bundesstaat variieren, reicht jedoch normalerweise von fünf bis sieben Richtern. Die Vorsitzenden Richter werden oft als Chief Justices bezeichnet.

## Bedeutung
Die Entscheidungen der State Supreme Courts sind von großer Bedeutung, da sie die Auslegung und Anwendung des Rechts des Bundesstaates auf Staatsebene prägen. Diese Entscheidungen können weitreichende Auswirkungen auf Rechtsstreitigkeiten, öffentliche Politik und die Gesellschaft insgesamt haben.

## Liste der State Supreme Courts

### Bundesstaaten
| Name                                                          | Wahl | Amtszeit in Jahren | Altersgrenze | Anzahl der Mitglieder |
| ------------------------------------------------------------- | --- | ------------------ | ------------ | --------------------- |
| Supreme Court of Alabama                                      | Wahl | 6                  | 70           | 9                     |
| Alaska Supreme Court                                          | Missouri-Plan: eine überparteiliche Kommission sichtet die Kandidaten und sendet dem Gouverneur eine Liste mit geeigneten Kandidaten und einer Empfehlung. Der Gouverneur hat sechzig Tage Zeit zu einer Entscheidung. Entscheidet er innerhalb dieser Frist nicht, übernimmt die Kommission die Auswahl. | 10                 | 70           | 5                     |
| Arizona Supreme Court                                         | Missouri-Plan | 6                  | 70           | 7                     |
| Arkansas Supreme Court                                        | Überparteiliche Wahl | 8                  | –            | 7                     |
| Supreme Court of California                                   | Ernennung durch den Gouverneur auf Empfehlung und mit Zustimmung der California Commission on Judicial Appointments | 12                 | –            | 7                     |
| Colorado Supreme Court                                        | Missouri-Plan | 10                 | 72           | 7                     |
| Connecticut Supreme Court                                     | Missouri-Plan | 8                  | 70           | 7                     |
| Delaware Supreme Court                                        | Ernennung durch den Gouverneur auf Empfehlung und mit Zustimmung des Senates von Delaware | 12                 | –            | 5                     |
| Supreme Court of Florida                                      | Missouri-Plan | 6                  | 75           | 7                     |
| Supreme Court of Georgia                                      | Überparteiliche Wahl | 6                  | –            | 9                     |
| Supreme Court of Hawaii                                       | Ernennung durch den Gouverneur auf Empfehlung und mit Zustimmung des Senates von Hawaii | 10                 | 70           | 5                     |
| Idaho Supreme Court                                           | Überparteiliche Wahl | 6                  | –            | 5                     |
| Supreme Court of Illinois                                     | Wahl | 10                 | 75           | 7                     |
| Indiana Supreme Court                                         | Missouri-Plan | 10                 | 75           | 5                     |
| Iowa Supreme Court                                            | Missouri-Plan | 8                  | 72           | 7                     |
| Kansas Supreme Court                                          | Missouri-Plan | 6                  | 75           | 7                     |
| Kentucky Supreme Court                                        | Überparteiliche Wahl | 8                  | –            | 7                     |
| Louisiana Supreme Court                                       | Wahl | 10                 | 70           | 7                     |
| Maine Supreme Judicial Court                                  | Ernennung durch den Gouverneur auf Empfehlung und mit Zustimmung des Senats von Maine | 7                  | –            | 7                     |
| Supreme Court of Maryland                                     | Ernennung durch den Gouverneur auf Empfehlung und mit Zustimmung des Senats von Maryland | 10                 | 70           | 7                     |
| Massachusetts Supreme Judicial Court                          | Ernennung durch den Gouverneur auf Empfehlung und mit Zustimmung des Massachusetts Governor’s Council | lebenslang         | 70           | 7                     |
| Michigan Supreme Court                                        | Wahl | 8                  | 70           | 7                     |
| Minnesota Supreme Court                                       | Überparteiliche Wahl | 6                  | 70           | 7                     |
| Supreme Court of Mississippi                                  | Überparteiliche Wahl | 8                  | –            | 9                     |
| Supreme Court of Missouri                                     | Missouri-Plan | 12                 | 70           | 7                     |
| Montana Supreme Court                                         | Überparteiliche Wahl | 8                  | –            | 7                     |
| Nebraska Supreme Court                                        | Missouri-Plan | 6                  | –            | 7                     |
| Supreme Court of Nevada                                       | Überparteiliche Wahl | 6                  | –            | 7                     |
| New Hampshire Supreme Court                                   | Ernennung durch den Gouverneur auf Empfehlung und mit Zustimmung des Executive Council of New Hampshire | lebenslang         | 70           | 5                     |
| New Jersey Supreme Court                                      | Ernennung durch den Gouverneur auf Empfehlung und mit Zustimmung des Senats von New Jersey | 7, dann bis 70     | 70           | 7                     |
| New Mexico Supreme Court                                      | Ernennung durch den Gouverneur | 8                  | –            | 5                     |
| New York Court of Appeals                                     | Ernennung durch den Gouverneur auf Empfehlung und mit Zustimmung des Senats von New York | 14                 | 70           | 7                     |
| North Carolina Supreme Court                                  | Wahl | 8                  | 72           | 7                     |
| North Dakota Supreme Court                                    | Überparteiliche Wahl | 10                 | –            | 5                     |
| Ohio Supreme Court                                            | Wahl | 6                  | 70           | 7                     |
| Supreme Court of Oklahoma, Oklahoma Court of Criminal Appeals | Missouri-Plan | 6                  | –            | 9 5                   |
| Oregon Supreme Court                                          | Überparteiliche Wahl | 6                  | 75           | 7                     |
| Supreme Court of Pennsylvania                                 | Wahl | 10                 | 75           | 7                     |
| Rhode Island Supreme Court                                    | Ernennung durch den Gouverneur auf Empfehlung und mit Zustimmung beider Kammern der Rhode Island General Assembly | Life               | –            | 5                     |
| South Carolina Supreme Court                                  | Ernennung durch South Carolina General Assembly | 10                 | 72           | 5                     |
| South Dakota Supreme Court                                    | Missouri-Plan | 8                  | 70           | 5                     |
| Tennessee Supreme Court                                       | Ernennung durch den Gouverneur auf Empfehlung und mit Zustimmung beider Kammern der Tennessee General Assembly | 8                  | –            | 5                     |
| Supreme Court of Texas, Texas Court of Criminal Appeals       | Wahl | 6                  | 74           | 9                     |
| Utah Supreme Court                                            | Missouri-Plan | 10                 | 75           | 5                     |
| Vermont Supreme Court                                         | Ernennung durch den Gouverneur auf Empfehlung und mit Zustimmung des Senats von Vermont | 6                  | 90           | 5                     |
| Supreme Court of Virginia                                     | Ernennung durch den Senat von Virginia auf Empfehlung und mit Zustimmung des Virginia House of Delegates | 12                 | 70           | 7                     |
| Washington Supreme Court                                      | Überparteiliche Wahl | 6                  | 75           | 9                     |
| Supreme Court of Appeals of West Virginia                     | Überparteiliche Wahl | 12                 | –            | 5                     |
| Wisconsin Supreme Court                                       | Überparteiliche Wahl | 10                 | –            | 7                     |
| Wyoming Supreme Court                                         | Missouri-Plan | 8                  | 70           | 5                     |

### Territorien und Bundesbezirke
| Name                                   | Wahl | Amtszeit in Jahren                                                         | Anzahl der Mitglieder | Altersgrenze |
| -------------------------------------- | --- | -------------------------------------------------------------------------- | --------------------- | ------------ |
| High Court of American Samoa           | Ernennung durch das Innenministerium der Vereinigten Staaten (Justices) und Ernennung durch den Gouverneur (Judges)               | lebenslang bei Wohlverhalten                                               | 8 (2 + 6)             |              |
| District of Columbia Court of Appeals  | Ernennung durch den Präsidenten der Vereinigten Staaten auf Empfehlung und mit Zustimmung durch den Senat der Vereinigten Staaten | 15                                                                         | 9                     | 74           |
| Supreme Court of Guam                  | Ernennung durch den Gouverneur mit Bestätigung der Legislative von Guam                                                           | Unterliegt zehn Jahre nach seiner Ernennung einer Wahl zur Wiederbesetzung | 3                     |              |
| Northern Mariana Islands Supreme Court | Ernennung durch den Gouverneur mit Bestätigung durch den Northern Mariana Islands Senate                                          | 8                                                                          | 3                     |              |
| Supreme Court of Puerto Rico           | Ernennung durch den Gouverneur mit Bestätigung durch den Senate of Puerto Rico                                                    | bis zur Altersgrenze von 70 Jahren                                         | 9                     |              |
| Supreme Court of the Virgin Islands    | Ernennung durch den Gouverneur mit Bestätigung durch die Legislative der Virgin Islands                                           | erste Amtszeit 10 Jahre, dann mit einer Wiederwahl                         | 3                     |              |